# Sovicille
Sovicille est une commune italienne de la province de Sienne, dans le Val di Merse, en région Toscane.

## Géographie

### Hameaux
Ancaiano, Brenna, Orgia, Rosia, San Rocco a Pilli, Tegoia, Torri, Volte Basse.

### Communes limitrophes
Casole d'Elsa, Chiusdino, Monteriggioni, Monteroni d'Arbia, Monticiano, Murlo, Sienne.

## Administration
| Période                                  | Période | Identité | Étiquette | Qualité |
| ---------------------------------------- | ------- | -------- | --------- | ------- |
|                                          |         |          |           |         |
| Les données manquantes sont à compléter. |         |          |           |         |